# Wokkels
Wokkels zijn een bepaald soort helixvormig zoutje van Lay's, geïntroduceerd door Smiths in 1974. Smiths, en daarmee Wokkels, kwam in 1992 in handen van PepsiCo, eigenaar van Lay's. Het zoutje is gemaakt van een pasta van voornamelijk aardappelzetmeel en aardappelpoeder, die wordt geëxtrudeerd, en waarin zich bij de extrusie luchtbelletjes vormen. Er zijn twee varianten: naturel en paprika.
De Wokkels worden vaak aangehaald als een voorbeeld van een vormmerk. Dat komt doordat de Hoge Raad der Nederlanden in 1983 een arrest wees waarin voor het eerst uitgesproken werd dat een vorm ook als merk gedeponeerd kon worden.

## Wokkelvorm
Alhoewel de basisvorm al meer dan 2000 jaar internationaal bekend is als schroef van Archimedes of als (dubbele) helix, wordt de benaming wokkel in hedendaags Nederlands gebruikt om de vorm aan te duiden van onder meer DNA, kunstwerken, sieraden, gereedschap en gedraaide hellingbanen.